# Анастасіос Бакасетас
Анастасіос «Тасос» Бакасетас (грец. Αναστάσιος "Τάσος" Μπακασέτας, нар. 28 червня 1993, Коринф, Греція) — грецький футболіст, нападник «Панатінаїкоса» та національної збірної Греції.

## Клубна кар'єра
Вихованець футбольної школи клубу «Астерас». Дорослу футбольну кар'єру розпочав 2010 року в основній команді того ж клубу, в якій провів один сезон, взявши участь у 6 матчах чемпіонату.
2011 року на правах оренди захищав кольори команди клубу «Фрасивулос». 2014 року на правах оренди виступав за «Аріс».
2015 року уклав повноцінний контракт з клубом «Паніоніос», у складі якого провів наступний рік своєї кар'єри гравця. Більшість часу, проведеного у складі «Паніоніоса», був основним гравцем атакувальної ланки команди.
Протягом 2016–2019 років захищав кольори клубу АЕК. Відіграв за афінську команду понад 100 матчів в усіх турнірах, в яких відзначився 20-ма забитими голами.
14 червня 2019 року уклав контракт з турецьким «Аланьяспором», якому трансфер нападника обійшовся в орієнтовний мільйон євро.

## Виступи за збірні
2011 року дебютував у складі юнацької збірної Греції, взяв участь у 19 іграх на юнацькому рівні, відзначившись 4 забитими голами.
Протягом 2013—2014 років залучався до складу молодіжної збірної Греції. На молодіжному рівні зіграв у 8 офіційних матчах.
2016 року дебютував в офіційних матчах у складі національної збірної Греції. Відтоді регулярно залучався до її лав, восени 2020 року уперше виводив національну команду на поле з капітанською пов'язкою.
| Дата       | Місто     | Господарі            | Результат | Гості                | Турнір                               | Голи | Примітки |
| ---------- | --------- | -------------------- | --------- | -------------------- | ------------------------------------ | ---- | -------- |
| 4-6-2016   | Сідней    | Австралія            | 1 – 0     | Греція               | товариський матч                     | -    | 46'      |
| 7-6-2016   | Аделаїда  | Австралія            | 1 – 2     | Греція               | товариський матч                     | -    |          |
| 1-9-2016   | Ейндговен | Нідерланди           | 1 – 2     | Греція               | товариський матч                     | -    | 46'      |
| 6-9-2016   | Фару      | Гібралтар            | 1 – 4     | Греція               | Відбір до ЧС 2018                    | -    |          |
| 7-10-2016  | Афіни     | Греція               | 2 – 0     | Кіпр                 | Відбір до ЧС 2018                    | -    | 78'      |
| 10-10-2016 | Таллінн   | Естонія              | 0 – 2     | Греція               | Відбір до ЧС 2018                    | -    |          |
| 9-6-2017   | Зениця    | Боснія і Герцеговина | 0 – 0     | Греція               | Відбір до ЧС 2018                    | -    | 50'      |
| 31-8-2017  | Афіни     | Греція               | 0 – 0     | Естонія              | Відбір до ЧС 2018                    | -    | 80'      |
| 3-9-2017   | Афіни     | Греція               | 1 – 2     | Бельгія              | Відбір до ЧС 2018                    | -    | 85'      |
| 9-11-2017  | Загреб    | Хорватія             | 4 – 1     | Греція               | Відбір до ЧС 2018                    | -    | 71' 79'  |
| 12-11-2017 | Афіни     | Греція               | 0 – 0     | Хорватія             | Відбір до ЧС 2018                    | -    | 59'      |
| 23-3-2018  | Афіни     | Греція               | 0 – 1     | Швейцарія            | товариський матч                     | -    |          |
| 27-3-2018  | Цюрих     | Єгипет               | 0 – 1     | Греція               | товариський матч                     | -    | 45' 82'  |
| 15-5-2018  | Севілья   | Саудівська Аравія    | 2 – 0     | Греція               | товариський матч                     | -    |          |
| 8-9-2018   | Таллінн   | Естонія              | 0 – 1     | Греція               | Ліга націй УЄФА 2018-2019 - 1-й етап | -    | 50'      |
| 12-10-2018 | Афіни     | Греція               | 1 – 0     | Угорщина             | Ліга націй УЄФА 2018-2019 - 1-й етап | -    |          |
| 15-10-2018 | Гельсінкі | Фінляндія            | 2 – 0     | Греція               | Ліга націй УЄФА 2018-2019 - 1-й етап | -    | 55'      |
| 15-11-2018 | Афіни     | Греція               | 1 – 0     | Фінляндія            | Ліга націй УЄФА 2018-2019 - 1-й етап | -    | 84'      |
| 18-11-2018 | Афіни     | Греція               | 0 – 1     | Естонія              | Ліга націй УЄФА 2018-2019 - 1-й етап | -    | 76'      |
| 23-3-2019  | Вадуц     | Ліхтенштейн          | 0 – 2     | Греція               | Відбір до ЧЄ 2020                    | -    | 71'      |
| 8–6-2019   | Афіни     | Греція               | 0 – 3     | Італія               | Відбір до ЧЄ 2020                    | -    | 77'      |
| 12-10-2019 | Рим       | Італія               | 2 – 0     | Греція               | Відбір до ЧЄ 2020                    | -    | 80'      |
| 15-10-2019 | Афіни     | Греція               | 2 – 1     | Боснія і Герцеговина | Відбір до ЧЄ 2020                    | -    |          |
| 15-11-2019 | Єреван    | Вірменія             | 0 – 1     | Греція               | Відбір до ЧЄ 2020                    | -    | 81'      |
| 18-11-2019 | Марусі    | Греція               | 2 – 1     | Фінляндія            | Відбір до ЧЄ 2020                    | -    |          |
| 3-9-2020   | Любляна   | Словенія             | 0 – 0     | Греція               | Ліга націй УЄФА 2020-2021 - 1-й етап | -    | кап.     |
| 6-9-2020   | Приштина  | Косово               | 1 – 2     | Греція               | Ліга націй УЄФА 2020-2021 - 1-й етап | -    |          |
| Усього     |           | Матчів               | 27        |                      | Голів                                | 0    |          |

## Досягнення
- Чемпіон Греції (1):

АЕК: 2017-18
- Чемпіон Туреччини (1):

«Трабзонспор»: 2021-22
- Володар Суперкубка Туреччини (1):

«Трабзонспор»: 2022